# Pont-de-Metz Churchyard
Pont-de-Metz Churchyard is een begraafplaats gelegen in de Franse plaats Pont-de-Metz (Somme). De militaire graven worden onderhouden door de Commonwealth War Graves Commission.
De begraafplaats telt 21 geïdentificeerde Gemenebest graven, waarvan een uit de Eerste Wereldoorlog en 20 uit de Tweede Wereldoorlog.